# Résolution 1004 du Conseil de sécurité des Nations unies
Membres permanents
- Chine
- États-Unis
- France
- Royaume-Uni
- Russie

Membres non permanents
- Allemagne
- Argentine
- Botswana
- Honduras
- Indonésie
- Italie
- Nigéria
- Oman
- République tchèque
- Rwanda

Résolution no 1003 Résolution no 1005
La résolution 1004 du Conseil de sécurité des Nations unies, adoptée à l'unanimité le 12 juillet 1995, après avoir rappelé toutes les résolutions sur la situation dans l'ex-Yougoslavie, a, en vertu du chapitre VII de la Charte des Nations unies, a exigé que les forces serbes de Bosnie se retirent de la zone de sécurité de Srebrenica en Bosnie-Herzégovine et respecter la sécurité du personnel de la Force de protection des Nations unies (FORPRONU). La résolution a été adoptée lors du massacre de Srebrenica. 
Après avoir réaffirmé la souveraineté, l'intégrité territoriale et l'indépendance de la Bosnie-Herzégovine, le Conseil de sécurité a exprimé sa profonde préoccupation face à la situation à Srebrenica et à celle de la population civile. La situation était difficile pour la FORPRONU, d'autant plus qu'il y avait de nombreuses personnes déplacées à Potočari sans assistance humanitaire. La capture du personnel de la FORPRONU et les attaques contre cette force de maintien de la paix par les forces serbes de Bosnie ont été condamnées.
Le Conseil a exigé que les forces serbes de Bosnie cessent leur offensive et se retirent immédiatement de Srebrenica, ajoutant qu'elles devraient respecter son statut de zone de sécurité. Il a également exigé que soit garanti la sécurité de la FORPRONU et la libération de certains de ces membres. Ce problème a été abordé à nouveau dans la résolution 1010. Toutes les parties ont été appelées à autoriser l'accès à la zone au Haut Commissariat des Nations unies pour les réfugiés et aux organisations humanitaires internationales afin d'aider la population civile et de rétablir les services publics. Le secrétaire général Boutros Boutros-Ghali a été prié d'utiliser toutes les ressources disponibles pour restaurer le statut de « zone de sécurité » de Srebrenica. 

## Voir également
- Armée de la république serbe de Bosnie
- Génocide bosniaque
- Guerre de Bosnie-Herzégovine
- Dislocation de la Yougoslavie
- Guerre de Croatie
- Guerres de Yougoslavie